# Willy Düskow
Wilhelm Düskow, anche noto come Willy Düskow (Berlino, 25 settembre 1879 – Westerland, 14 settembre 1962), è stato un canottiere tedesco.
Partecipa alle Olimpiadi 1908 di Londra. In quella occasione vince la medaglia di bronzo nella Due senza maschile con Bernhard von Gaza.